# Jack O' Connor
Jack O' Connor  (22 de enero de 1902 – 20 de enero de 1978) fue un cazador, escritor y profesor de inglés estadounidense, conocido como escritor para revista Outdoor Life, donde trabajó como editor por 31 años.

## Historia
O' Connor nació en Nogales Arizona, en un territorio que el describiría como la última frontera, donde su abuelo materno le fomentó el amor por la naturaleza y la afición a la caza deportiva al apoyar en su crianza desde niño cuando sus padres se divorciaron. James Woolf, el abuelo de Jack, era principalmente aficonado a la caza de pluma, pero él desde niño tuvo interés en la caza mayor, como bien describe en el capítulo 9 de su libro "The Hunting Rifle" en el que relata su primera cacería de ciervo mulo, en épocas en la que esta especie había desaparecido prácticamente del oeste americano. y una subespecie de venado de cola blanca pequeño, a la que él llamaba el venado enano y que actualmente se conoce como el venado coues "Odocoileus virginianus couesi".
Obtuvo su maestría en periodismo en la Universidad de Missouri, para luego enseñar  ingles y volverse el primer profesor de periodismo en la Universidad de Arizona, profesión que complementó vendiendo artículos para revistas de vida salvaje como Sports Afield y Outdoor Life. El primer artículo para Outdoor Life se tituló "Arizona Antelope Problem" revelando la pasión de O'Connor por la conservación, donde observo un problema de sobrepoblación de berrendos en Anderson Mesa, Arizona, proponiendo una temporada de caza en el sector como alternativa para permitir que el entorno se recupere y la población se controle. 
Al año siguiente, O'Connor descubrió la caza de carnero cimarrón en la costa sonorense de México, y aunque volvió con las manos vacías, quedó enganchado con la caza de carneros y la conservación de estos animales a través de la caza responsable. 
Para 1948, Jack O'Connor y su familia se mudaron a Lewiston, Idaho, donde continuó cazando y escribiendo artículos de cacería a tiempo completo. 

## Cazador

### Carneros
Más adelante O' Connor descubre el reto de la caza del borrego cimarrón "Ovis canadensis nelsoni", en territorios escarpados, experiencia de la que desarrolla el concepto del rifle de montaña, para luego volverse un experimentado cazador de cabras al punto de volverse uno de los pocos cazadores en haber logrado 2 Grand Slams, al haber cazado las 4 subespecies de cabras salvajes que habitan el continente, antes de que el término existiese y en una de sus expediciones de caza al territorio del Yukon en Alaska, logró abatir una oveja de Dall con cuernos cuyas bases alcanzaban las 15 1/2 pulgadas y la longitud del más largo casi de 44 pulgadas.

### Cérvidos
Pero O'Connor también se dedicó a cazar extensivamente venados de cola blanca de la subespeie del suroeste norteamericano, la cual se diferencia de las demás subespecies de venado de cola blanca encontrados en Norteamérica por el tamaño y el comportamiento. Además de cazar ciervo mulo (Odocoileus hemionus) y wapitis y alces. 

## Rifles de Caza
Si bien O'Connor cazó en varias partes del mundo, incluyendo África y el Medio Oriente, su experiencia se centró en el oeste americano, caracterizado por zonas desérticas, montañosas y praderas, dedicándose a cazar diferentes especies de cérvidos, ovejas, cabras y berrendos. Esta experiencia le hizo desarrollar el concepto del "rifle de montaña", debiendo  ser preciso y liviano. El epítome del rifle de montaña fue el resultado de la personalización del rifle de cerrojo Winchester Modelo 70 a los cuales se les reducía el peso y se les mejoraba el balance cambiándoles la culata por una hecha a la medida y aligerando el contorno del cañón, trabajando con armeros de la época como Alvin Biesen, Alvin Linden,  W.A. Sukalle y Griffin & Howe.
Si bien O'Connor contribuyó en popularizar el .Winchester Modelo 70 mediante sus escritos, al igual que el .270 Winchester, siendo probablemente el más famoso al que llamó "No. 2", también valoró los mecanismos del rifle Springfield 1903, y el  Mauser 98, contando con rifles "deportivizados" alrededor de estos mecanismos como un mauser mexicano con un cañón de 21 pulgadas en calibre 7x57, hecho a la medida por el famoso armero de la época Fred Wells, y su último rifle a la medida fue trabajado por Al Biesen alrededor del cajón de mecanismos y el cañón del entonces reciente Ruger M77, en calibre .280 Remington.

## Promotor del .270 Winchester
O'Connor era entusiasta de varios calibres que el consideraba apropiados para la caza mayor, incluyendo el .30-06 Sprinfield, al cual consideró el más verstatil para la fauna cinegética norteamericana, el 7x57mm Mauser (.275 Rigby) que fue muy usado por su esposa Eleanor, y el .257 Roberts, entre otros. Pero el calibre con el que más se le relaciona es el .270 Winchester, con el que cazó prácticamente desde su introducción al mercado con el Winchester Modelo 54, y del cual escribió extensivamente a lo largo de su vida, resaltando sus ventajas para la caza mayor en zonas de montaña y descampados y demostrando su versatilidad para cazar fauna de todo peso incluyendo alces en Alaska; contribuyendo así en volverlo una de las municiones de caza mayor para animales medianos más populares en el mundo hasta el día de hoy.
Logrando una velocidad de salida de 3160 pies por segundo, con un proyectil de 130 granos, de un cañón de 24 pulgadas, O'Connor centraba el arma 3 pulgadas encima del blanco a 100 yardas; de esta manera lograba sacar el máximo provecho a la trayectoria del .270 Winchester.
Si bien consideraba al .30-06 Springfield como el calibre más versátil de la época para la caza mayor en Norteamérica, resaltaba las  ventajas del .270 Winchester, en especial con el proyectil de 130 granos, al que consideraba el más balanceado, por sobre el .30-06 con proyectiles de 150 granos, debido a su trayectoria más plana y mayor densidad seccional, que concluía resultaban en una mayor proporción de muertes instantáneas en fauna cinegética del peso de un venado pequeño o mediano, que, sin evidencia científica posible, conduce a cuestionar si es más importante el peso del proyectil o su velocidad.

## Profesor Universitario y Escritor
Según su hijo Bradford, en una introducción escrita en el 2004 para el  libro Los Clásicos Perdidos de Jack O'Connor, O'Connor escribió más de 1200 artículos para revistas de caza y pesca, y también escribió novelas románticas y artículos para Redbook, Mademoiselle, el lector es Digiere, Cosmopolitan, Esquire, la revista literaria Midland, y otras revistas populares en el los años 1930 y 1940.
POr su extenso conocimiento extenso de cinegética, armas y calibres de armas de caza, escribió más de una docena de libros acerca de caza y armas incluyendo Caza en el Desierto, El Libro del Rifle, El Libro Completo de Rifles y Escopetas, Los Animales de Caza Mayor de América del Norte, El Arte de la Caza Mayor en América del Norte, y Ovejas y Caza de Ovejas; entre otros  También escribió dos novelas ambientadas en el oeste americano, Conquista y Pueblo de auge, y la autobiografía de sus años formativos: Caballos y Carretas en el Oeste: Niñez en la Última Frontera.
O'Connor trabajó como profesor universitario de inglés y periodismo la Universidad de Arizona y en Sul Ross Universidad Normal Estatal (hoy, Sul Ross Universidad Estatal) en Alpino, Texas, hasta que 1945, cuándo  deja de enseñar para dedicarse exclusivamente a escribir.
Los escritos de Jack (John Woolf) O'Connor (1902-1978) de Lewiston, Idaho, han sido donados a las bibliotecas de la Universidad del estado de Washingon, en noviembre de 1978, por su hijo, Bradford O'Connor, e hijas, Caroline O'Connor McCullam y Catherine O'Connor Baker. 

## Libros
- Game in the Desert - 1939
- Hunting in the Rockies - 1947
- The Rifle Book - 1949
- The Big Game Rifle - 1952
- The Big Game Animals of North America - 1961
- Complete Book of Rifles and Shotguns: With a Seven-Lesson Rifle Course - 1961
- The Complete Book of Shooting - 1965
- The Shotgun Book - 1965
- The Art of Big Game Hunting in North America - 1967
- The Hunting Rifle - 1970
- Sheep and Sheep Hunting - 1974
- Jack O'Connor's Gun Book
- Hunting on Three Continents with Jack O'Connor Vol.1
- Hunting on Three Continents with Jack O'Connor Vol.2
- Classic O'Connor: 45 Worldwide Hunting Adventure

## Jack O'Connor Hunting Heritage and Education Center
En 2006 el "Jack O'Connor Hunting Heritage and Education Center" abrió su puertas cerca Lewiston, Idaho. Muchos de sus trofeos de caza mayor son exhibidos allí, junto con otros objetos, incluyendo sus armas de caza, y sus icónicos rifles Winchester Modelo 70 en calibre .270 Winchester.